# Rio Canindé (periodiskt vattendrag i Brasilien, Ceará)
Rio Canindé är ett periodiskt vattendrag i Brasilien.   Det ligger i delstaten Ceará, i den östra delen av landet, 1 600 km nordost om huvudstaden Brasília.
Omgivningen kring Rio Canindé är huvudsakligen savann. Området är glesbefolkat, med 8 invånare per kvadratkilometer.